# 정지 위상 근사
수학에서 정지 위상 근사(停止位相近似, 영어: stationary phase approximation)는 진동적분을 근사하는 데 사용하는 근사법이다. 이 방법은 진동적분을 위상의 도함수가 0인 곳, 즉 위상이 정지해 있는 곳들만을 고려하여 근사한다.

## 정의
유클리드 공간 {\displaystyle \mathbb {R} ^{n}} 위에 다음과 같은 꼴의 적분이 있다고 하자.
{\displaystyle I(k)=\int _{\mathbb {R} ^{n}}d^{n}\mathbf {x} \,g(\mathbf {x} )\exp(ikf(\mathbf {x} ))}
여기서 {\displaystyle f}와 {\displaystyle g}는 매끄러운 실함수이며, {\displaystyle g}는 무한대에서 적분이 수렴하도록 충분히 빨리 0으로 간다고 하자. {\displaystyle k}는 임의의 양의 실수 매개변수이다.
이제, {\displaystyle f(\mathbf {x} )}가 {\displaystyle \mathbf {x} =\mathbf {x} _{0}}에서 유일한 정류점을 가진다고 하자.
{\displaystyle \nabla f(\mathbf {x} _{0})=0}
또한, 이 점에서의 헤세 행렬 {\displaystyle Hf(\mathbf {x} _{0})}이 고윳값 0을 갖지 않는다고 하며, 양의 고윳값들이 {\displaystyle n_{+}}개, 음의 고윳값들이 {\displaystyle n_{-}}개라고 하자.
그렇다면 매우 큰 {\displaystyle k}에 대하여 적분 {\displaystyle I(k)}를 다음과 같이 근사할 수 있다. 이를 정지 위상 근사라고 한다.
{\displaystyle I(k)\approx g(\mathbf {x} _{0})\exp(ikf(\mathbf {x} _{0})+i(n_{+}-n_{-})\pi /4){\sqrt {2\pi /(k|\det Hf(\mathbf {x} _{0})|)}}+{\mathcal {O}}(1/k)}
만약 여러 개의 고립된 정류점들이 존재한다면, 각 점들에서의 값들을 더하면 된다.

## 유도
좌표 변환을 통해, 다변수 정지 위상 근사는 1변수의 경우로부터 유도할 수 있다. 1변수의 경우, 정지 위상 근사는 기본적으로 다음과 같은 꼴이다. {\displaystyle |k|}가 매우 크다면, {\displaystyle a}에 상관없이 다음이 성립한다.
{\displaystyle \int _{-a}^{a}dx\,\exp(ikx^{2}/2)={\sqrt {2\pi /|k|}}\exp((\operatorname {sgn} k)i\pi /4)+{\mathcal {O}}(1/k)}
여기서 {\displaystyle \operatorname {sgn} k=k/|k|\in \{+1,-1\}}는 {\displaystyle k}의 부호이다. 이 1변수 적분은 쉽게 유도할 수 있다.

## 역사
정지 위상 근사는 19세기에 조지 가브리엘 스토크스와 제1대 켈빈 남작 윌리엄 톰슨이 도입하였다.

## 같이 보기
- 라플라스 방법